# José Gonçalves de Oliveira
José Gonçalves de Oliveira, conhecido profissionalmente como Ciska (Igarapava, 22 de novembro de 1945), é um ex-futebolista brasileiro que atuava como lateral.
Iniciou a carreira na Associação Atlética Portuguesa em 1963, sendo campeão Campeonato Paulista de Futebol - Série A2 no anos de 1964. Em 1965 jogou no Paulista Futebol Clube e em 1966 foi contratado pelo Grêmio de Esportes Maringá, onde foi campeão do Torneio dos Campeões da CBD em 1969 (primeiro título nacional de um clube paranaense).
Na década de 1970, jogou no Cianorte Esporte Clube e no Operário Futebol Clube.